# Rough Diamonds
Rough Diamonds (с англ. — «Необработанные алмазы») — шестой студийный альбом британской рок-группы Bad Company, выпущенный в августе 1982 года лейблом Swan Song. Ремастирован и переиздан в 1994 году.

## Об альбоме
Это последний альбом, записанный оригинальным составом Bad Company, а также один из последних альбомов, выпущенных лейблом Swan Song. Музыкальный критик назвал его «лебединой песней» группы.
Работа над диском с самого начала шла весьма трудно. Менеджер группы Питер Грант устранился от работы после смерти ударника Led Zeppelin Джона Бонэма в сентябре 1980 года. Между участниками группы возникали разногласия и ссоры, однажды дело дошло до драки между Полом Роджерсом и Бозом Барреллом.
Альбом был прохладно встречен критикой и не имел коммерческого успеха. Единственным успешным хитом с этого альбома стала первая композиция «Electricland», которая была выпущена также в виде сингла.

## Список композиций
| №  | Название                                | Длительность |
| -- | --------------------------------------- | ------------ |
| 1. | «Electricland» (Paul Rodgers)           | 5:29         |
| 2. | «Untie the Knot» (Rodgers; Simon Kirke) | 4:07         |
| 3. | «Nuthin' on the TV» (Boz Burrell)       | 3:46         |
| 4. | «Painted Face» (Rodgers)                | 3:24         |
| 5. | «Kickdown» (Mick Ralphs)                | 3:35         |

| №   | Название                       | Длительность |
| --- | ------------------------------ | ------------ |
| 6.  | «Ballad of the Band» (Burrell) | 2:10         |
| 7.  | «Cross Country Boy» (Rodgers)  | 3:00         |
| 8.  | «Old Mexico» (Ralphs)          | 3:49         |
| 9.  | «Downhill Ryder» (Rodgers)     | 4:09         |
| 10. | «Racetrack»                    | 4:44         |

## Участники записи
- Пол Роджерс — вокал, гитара
- Мик Ральфс — гитара, слайд-гитара
- Саймон Кирк — ударные
- Боз Баррел — бас-гитара

Приглашённые музыканты
- John Cook — фортепианто и синтезатор
- Mel Collins — саксофон